# Premi César 1995
La cerimonia di premiazione della 20ª edizione dei Premi César si è svolta il 25 febbraio 1995 al Palais des Congrès di Parigi. È stata presieduta da Alain Delon e presentata da Jean-Claude Brialy e Pierre Tchernia. È stata trasmessa da Canal+.
Il film che ha ottenuto il maggior numero di candidature (dodici) e di premi (cinque) è stato La Regina Margot (La Reine Margot) di Patrice Chéreau.

## Vincitori e candidati
I vincitori sono indicati in grassetto, a seguire gli altri candidati.

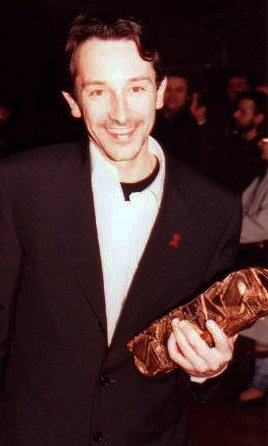
Jean-Hugues Anglade con il César ricevuto come migliore attore non protagonista

### Miglior film
- L'età acerba (Les roseaux sauvages), regia di André Téchiné
- Le Fils préféré - Ospiti pericolosi (Le Fils préféré), regia di Nicole Garcia
- Léon, regia di Luc Besson
- La Regina Margot (La Reine Margot), regia di Patrice Chéreau
- Tre colori: Film Rosso (Trois couleurs: Rouge), regia di Krzysztof Kieślowski

### Miglior regista
- André Téchiné - L'età acerba (Les roseaux sauvages)
- Luc Besson - Léon
- Patrice Chéreau - La Regina Margot (La Reine Margot)
- Nicole Garcia - Le Fils préféré - Ospiti pericolosi (Le Fils préféré)
- Krzysztof Kieślowski - Tre colori: Film Rosso (Trois couleurs: Rouge)

### Miglior attore
- Gérard Lanvin - Le Fils préféré - Ospiti pericolosi (Le Fils préféré)
- Daniel Auteuil - La séparation
- Gérard Depardieu - Il colonnello Chabert (Le Colonel Chabert)
- Jean Reno - Léon
- Jean-Louis Trintignant - Tre colori: Film Rosso (Trois couleurs: Rouge)

### Miglior attrice
- Isabelle Adjani - La Regina Margot (La Reine Margot)
- Anémone - Pas très catholique
- Sandrine Bonnaire - Giovanna d'Arco: Parte I e Parte II (Jeanne la Pucelle)
- Isabelle Huppert - La séparation
- Irène Jacob - Tre colori: Film Rosso (Trois couleurs: Rouge)

### Migliore attore non protagonista
- Jean-Hugues Anglade - La Regina Margot (La Reine Margot)
- Bernard Giraudeau - Le Fils préféré - Ospiti pericolosi (Le Fils préféré)
- Fabrice Luchini - Il colonnello Chabert (Le colonel Chabert)
- Claude Rich - Eloise la figlia di D'Artagnan (La fille de D'Artagnan)
- Daniel Russo - Nove mesi (Neuf mois)

### Migliore attrice non protagonista
- Virna Lisi - La Regina Margot (La Reine Margot)
- Dominique Blanc - La Regina Margot (La Reine Margot)
- Catherine Jacob - Nove mesi (Neuf mois)
- Michèle Moretti - L'età acerba (Les roseaux sauvages)
- Line Renaud - J'ai pas sommeil

### Migliore promessa maschile
- Mathieu Kassovitz - Regarde les hommes tomber
- Charles Berling - Petits arrangements avec les morts
- Frédéric Gorny - L'età acerba (Les roseaux sauvages)
- Gaël Morel - L'età acerba (Les roseaux sauvages)
- Stéphane Rideau - L'età acerba (Les roseaux sauvages)

### Migliore promessa femminile
- Élodie Bouchez - L'età acerba (Les roseaux sauvages)
- Marie Bunel - Couples et amants
- Virginie Ledoyen - L'eau froide
- Sandrine Kiberlain - Storie di spie (Les patriotes)
- Elsa Zylberstein - Mina Tannenbaum

### Migliore sceneggiatura originale o miglior adattamento
- André Téchiné, Gilles Taurand e Olivier Massart - L'età acerba (Les roseaux sauvages)
- Jacques Audiard e Alain Le Henry - Regarde les hommes tomber
- Michel Blanc - Il sosia (Grosse fatigue)
- Patrice Chéreau e Danièle Thompson - La Regina Margot (La Reine Margot)
- Krzysztof Kieślowski e Krzysztof Piesiewicz - Tre colori: Film Rosso (Trois couleurs: Rouge)

### Migliore fotografia
- Philippe Rousselot - La Regina Margot (La Reine Margot)
- Thierry Arbogast - Léon
- Bernard Lutic - Il colonnello Chabert (Le colonel Chabert)

### Miglior montaggio
- Juliette Welfling - Regarde les hommes tomber
- François Gédigier e Hélène Viard - La Regina Margot (La Reine Margot)
- Sylvie Landra - Léon

### Migliore scenografia
- Gianni Quaranta - Farinelli - Voce regina (Farinelli)
- Richard Peduzzi e Olivier Radot - La Regina Margot (La Reine Margot)
- Bernard Vézat - Il colonnello Chabert (Le colonel Chabert)

### Migliori costumi
- Moidele Bickel - La Regina Margot (La Reine Margot)
- Anne de Laugardière e Olga Berluti - Farinelli - Voce regina (Farinelli)
- Franca Squarciapino - Il colonnello Chabert (Le colonel Chabert)

### Migliore musica
- Zbigniew Preisner - Tre colori: Film Rosso (Trois couleurs: Rouge)
- Philippe Sarde - Eloise, la figlia di D'Artagnan (La Fille de D'Artagnan)
- Éric Serra - Léon
- Goran Bregović - La Regina Margot (La Reine Margot)

### Miglior sonoro
- Jean-Paul Mugel e Dominique Hennequin - Farinelli - Voce regina (Farinelli)
- William Flageollet e Jean-Claude Laureux - Tre colori: Film Rosso (Trois couleurs : Rouge)
- François Groult, Pierre Excoffier, Gérard Lamps e Bruno Tarrière - Léon

### Miglior film straniero
- Quattro matrimoni e un funerale (Four Weddings and a Funeral), regia di Mike Newell
- America oggi (Short Cuts), regia di Robert Altman
- Caro diario, regia di Nanni Moretti
- Pulp Fiction, regia di Quentin Tarantino
- Schindler's List, regia di Steven Spielberg

### Miglior documentario
- Délits flagrants, regia di Raymond Depardon
- Bosna!, regia di Bernard-Henri Lévy
- Montand, regia di Jean Labib
- Tsahal, regia di Claude Lanzmann
- Tzedek - les justes, regia di Marek Hafter
- Veillées d'armes, regia di Marcel Ophüls
- La véritable histoire d'Artaud le momo, regia di Gérard Mordillat e Jérôme Prieur

### Migliore opera prima
- Regarde les hommes tomber, regia di Jacques Audiard
- Il colonnello Chabert (Le colonel Chabert), regia di Yves Angelo
- Mina Tannenbaum, regia di Martine Dugowson
- Personne ne m'aime, regia di Marion Vernoux
- Petits arrangements avec les morts, regia di Pascale Ferran

### Miglior cortometraggio
- La vis, regia di Didier Flamand
- Deus ex Machina, regia di Vincent Mayrand
- Elles, regia di Joanna Quinn
- Emilie Muller, regia di Yvon Marciano

### Premio César onorario
- Jeanne Moreau
- Gregory Peck
- Steven Spielberg

### Omaggio
- Charles Chaplin
- Jean-Pierre Melville